# Герб Мензелинского района
Герб Мензели́нского муниципального района Республики Татарстан Российской Федерации — опознавательно-правовой знак, служащий официальным символом муниципального образования.
Герб утверждён Решением № 4 Совета Мензелинского муниципального района 24 ноября 2006 года.
Герб внесён в Государственный геральдический регистр Российской Федерации под регистрационном номером 2733 и в Государственный геральдический реестр Республики Татарстан под № 86.

## Описание герба
«В лазоревом поле под червлёной главой золотой кречет, летящий вправо с воздетыми крыльями и с подобранными лапами».

## Символика герба

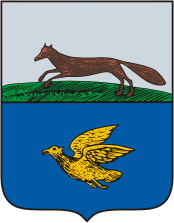
Герб Мензелинска (1782 год)

Герб Мензелинского района основан на историческом гербе уездного города Мензелинска, Высочайше утверждённого 8 июня 1782 года (по старому стилю), описание которого гласило:

«Въ верхней части щита гербъ Уфимскій. Въ нижней — летящій золотой кречетъ, въ знакъ изобилія таковаго рода птицъ, въ голубомъ полѣ».

Герб современного района свидетельствует о преемственности поколений и сохранении исторических традиций.
Почётная фигура герба — красная глава символизирует лучшие качества местных жителей — трудолюбие, силу, мужество. Она показывает, что всё, чего добились жители района, сделано их руками с особой любовью и уважением.
Лазурь (синий цвет) — символ чести, благородства, духовности, ясного неба.
Золото — символ изобилия, стабильности, уважения и интеллекта.

## История герба

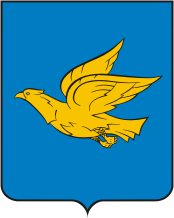
Герб Мензелинска (2006 год)

Герб Мензелинского муниципального района утверждён 24 ноября 2006 года. Он отличается от ныне действующего городского герба Мензелинска красной главой.
Герб района разработан Геральдическим советом при Президенте Республики Татарстан совместно с Союзом геральдистов России в составе:
Рамиль Хайрутдинов (Казань), Радик Салихов (Казань), Константин Моченов (Химки), Роберт Маланичев (Москва), Кирилл Переходенко (Конаково), Оксана Афанасьева (Москва).